# Sissi (militär)
Sissi (finska: Sissi) är en typ av jägare i Finland som bedriver rekognosering, sabotage samt gerillakrigföring bakom fiendens linjer.
Den finländska arméns sissienheter är tränade för fjärrspaning genom att samla in underrättelser från dolda observationsposter, göra räder mot fientliga installationer (särskilt mot materieldepåer), ligga i bakhåll, jaga eller bekämpa fientliga enheter av specialstyrkor.
I krigstid, det okända antalet reservister som tilldelats sissi bataljon s placerar ut och fungera som små grupper upp till kompanistorlek.
De är avsedda att stanna kvar och i hemlighet och verka mot fiendens styrkor i sitt ansvarsområde, även om de egna reguljärtrupperna har tvingats till reträtt. Sissibataljoner är en del av Finlands armés lokalförband och ingår inte i de operativa infanteri- eller pansarbrigaderna. De olika sissienheterna som fallskärmstrupper och gränsjägare bildas i regel av frivilliga och betraktas som eliten bland de värnpliktiga. 

## Historik
I alla länder har det på ett eller annat sätt funnits partigängare och gerillaförband. Under det tidiga 1700-talet var Stefan Löfving, vid tiden den mest framstående ledaren av sådana temporära förband i Finland. 
Reguljära sissi eller jägartrupper har funnits i Finland sedan 1770-talet då Göran Magnus Sprengtporten utvecklade Savolax fotjägare. Dessa trupper var för tiden speciellt utrustade. Bland annat utvecklades små patrulltält och specialvapnet "savolaxstudsaren", en räfflad studsare med cirka 20 millimeters kaliber. 
Under 1808-09 års krig blev Kajanajägarna kända för att vara duktiga skidlöpare, även Savolaxjägarna utmärkte sig vid ett flertal strider i rollen som lätt infanteri och spaningstrupp.
Innan vinterkriget bildade den finländska armén 25 avdelta bataljoner (Erillinen Pataljoona) från de lokala reservisterna längs gränsområdena. Efter krigsutbrottet kom fem Sissibataljoner (Sissipataljoona) bildade med manskap från reservtrupperna. 
Bataljoner av den senare typen hade en längre och kraftigare styrka i både antalet soldater och eldkraft. Dessa enheter visade sig vara effektiva i att använda den så kallade Motti-taktiken i sina hemtrakter, genom att strida med hjälp av skidor och lätta handeldvapen.
I fortsättningskriget kom de tillfälliga sissibataljonerna att upplösas, medan de avdelta bataljonernas effektivitet höjdes. Till exempel var den 4. bataljonen direkt underställd det finländska högkvarteret och hade i uppdrag att göra räder djupt inne på sovjetisktkontrollerat område. 
Under slaget vid Ilomants störde soldater från den finländska 4. bataljonen effektivt de sovjetiska underhållslinjerna för att störa effektiviteten hos det sovjetiska artilleriet. 
Vid Karelen-fronten saknades vägar samtidigt som det var brist på soldater, vilket gjorde att fronten gick in i det så kallade ställningskriget. Detta ledde till att de båda de stridande parterna byggde längs fronten en kedja av befästningar vilka blev åtskilda av vildmarken. Detta tomrum övervakades och kontrollerades av patruller genom fjärrspaning och överfall. De strider som förekom var i regel korta, med lätt beväpnade infanterigrupper från skvadron till bataljons storlek, med små möjligheter till understöd eller truppförstärkningar. 
Efter andra världskriget upplöstes alla sissienheter. Trots att alla enheter och utbildning officiellt upphört, kom många enheter att kvarstå och utbildades kontinuerligt. I början av 1960-talet bildades Fallskärmsjägarskolan i Utti, därefter kom infanteriet samt gränstrupper att åter bilda sissikompanier.

## Kända sissi-soldater
- Lauri Törni även känd som Larry Thorne, befälhavare för rekognosceringskompaniet vid 12. infanteriregementet under fortsättningskriget, anslöt sig senare till USA:s specialstyrkor.
- Mauno Koivisto, soldat i rekognosceringskompaniet vid 12. infanteriregementet under fortsättningskriget, senare president.
- Mikko Pöllä, mest dekorerade soldat i 4. bataljonen.

## Bakgrund och användning
På finska betyder "sissi" gerilla, men termen är något missvisande då den hänvisar till den finska arméns sissitrupper. Sissitrupper är inte någon irreguljär gerillastyrka eller milisstyrka, utan är den del av den reguljära armén och utbildad för operationer bakom fiendens linjer. Liksom de övriga delarna av Finlands försvarsmakt, består sissibataljonerna av reservister. Deras närmaste utländska motsvarigheter är svenska försvarsmaktens jägarförband.
Sissi som en beskrivning, är en person med extraordinär uthållighet (eller sisu) - till exempel "sissi väder" (sissin sää) hänvisar till det värsta tänkbara väderförhållandet, vilket sissi soldater föredrar till sin verksamhet.
I den finländska försvarsmakten används sissi som ett samlingsnamn för alla icke-konventionella militära tillämpningar, såsom stridsportioner som kallas "sissiransoner."